# Codice Pray

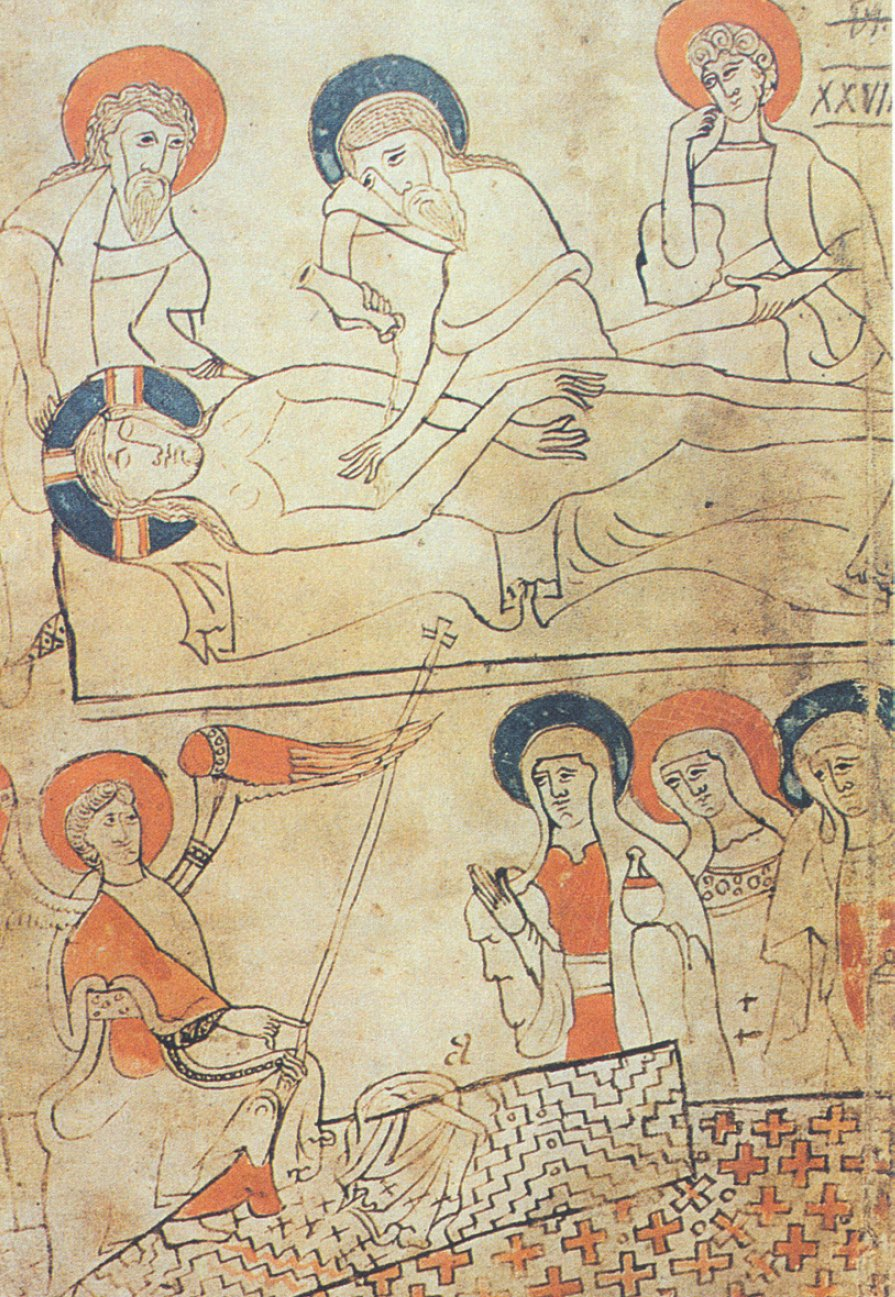
Pagina del codice Pray

Il Codice Pray è una collezione di manoscritti medievali contenuti in un codice conservato alla Biblioteca Nazionale Széchényi di Budapest (F 154a). Prende il nome dal gesuita ungherese György Pray, che lo scoprì nel 1770.
È il primo esempio conosciuto di testo in prosa in lingua ungherese.
Uno dei documenti più importanti all'interno del codice è il discorso funebre e la preghiera (in ungherese: Halotti beszéd és könyörgés). Si tratta di un vecchio manoscritto ungherese, testo risalente al 1192-1195. L'importanza del discorso funebre viene dal fatto che è il più antico testo ungherese sopravvissuto.
Il codice contiene anche un messale, una sacra rappresentazione pasquale, canti con notazione musicale, leggi a partire dal tempo di Colomanno d'Ungheria e annali, che elencano i re ungheresi.
Una delle cinque illustrazioni all'interno del codice mostra la sepoltura di Gesù. A volte si afferma che la raffigurazione mostra notevoli somiglianze con la Sindone di Torino: Gesù è mostrato completamente nudo con le braccia sul bacino, proprio come nell'immagine corporea della Sindone, che il tessuto mostra un disegno a spina di pesce (identico al modello di tessitura della Sindone di Torino), e che i quattro piccoli cerchi sull'immagine in basso (i quali sembrano formare la lettera L), riproducono perfettamente quattro apparenti buchi da bruciature sulla Sindone, che pure sembrano formare una lettera L (a questo proposito, la miniatura potrebbe servire come prova dell'esistenza della Sindone torinese prima del 1260-1390, la data di fabbricazione presunta, stabilita col carbonio-14, nel 1988).